# Banburismus
Banburismus — криптоаналитический метод, предназначенный для облегчения процесса расшифровки сообщений шифровальной машины Энигма военно-морского флота нацистской Германии. Метод изобрел Алан Тьюринг, улучшив «циклический метод» Ежи Рожицкого. 

## История
Когда Алан Тьюринг присоединился к Коттеджу № 8 в 1939 году, никакой работы по расшифровке сообщений Энигмы военно-морского флота еще не было проведено. На тот момент считалось, что Энигма не подвергается взлому. Сообщения шифровались с помощью биграмм и триграмм, а также при помощи специального алфавита (нем. Grundstellung). Триграммы располагались в специальной книге, называвшейся Kennbuch (K book). Биграммы же-в таблицах биграмм.  Расшифровка была невозможна без знания этих таблиц. Однако после операции «Narvik Pinch» взломщикам стали доступны записи, содержащие полное описание работы индикаторной системы, а также Grundstellung.

## Обзор метода
В 1941 году комбинации колес Энигмы менялись каждый день. Шифровальщиками выбирались три колеса из доступных восьми, которые и использовались для шифрования. Таким образом, всего существовало 336 вариантов выбора на каждый день. Главной целью описываемого метода расшифровки было дать информацию о том, в каком положении находится правое колесо Энигмы, что значительно снижало количество наборов расположения колес шифровальной машины, положения которых необходимо было перебрать в процессе криптоанализа.

### Требования
Для осуществления метода были необходимы следующие условия:
1. Довольно большое количество перехваченных сообщений — не менее трехсот.
2. Знание характерных групп (нем. Verfahren kenngruppe) использующихся сообщений. Для нахождения этой группы (триграммы), необходимо было подставить значения биграмм в индикатор сообщения. Применение метода невозможно, пока большая часть таблиц биграмм не будет известна.
3. Значительное количество человеческих ресурсов, а также  табуляторы Холлерита . Весь трафик должен быть отсортирован и проанализирован вручную, что означает огромное количество канцелярского труда.[12]

## Идея метода
Идея метода базируется на том, что если две строки, состоящие из букв латинского алфавита, выбранные случайным образом, расположить друг под другом, то вероятность повторения каждого символа будет равна {\displaystyle {\frac {1}{26}}}.
```
 Строка 1: ThatIsTheFirstStringWithEnglishText
 Строка 2: ItIsTheSecondStringPlacedBelowFirst
Совпадения         *                         *

```

Если сравнить два отрезка зашифрованного текста ВМФ Германии, то вероятность совпадения увеличивается до {\displaystyle {\frac {1}{17}}}. Но это произойдет лишь в том случае, если эти сообщения были зашифрованы с использованием одного и того же начального положения(нем. Grundstellung) роторов Энигмы. О таких сообщениях говорят, что они совпадают «в глубине»(англ. "in depth"), то есть если они были получены путем шифрования с одинаковыми начальными настройками Энигмы. Эта идея помогла достигнуть основной цели метода — идентифицировать положения правого колеса Энигмы, следовательно, снизить время, затрачиваемое на перебор с помощью машины Bombe.Если сообщения имеют общие участки текста длинной 4, 6, 8 или более букв, их зашифрованные аналоги будут иметь совпадения такой же длины. Такое стечение обстоятельств называлось «подходящим совпадением»(англ. fit).

### Атака
Grundstellung алфавиты выглядели следующим образом:
```
    A B C D E F G H I J K L M N O P Q R S T U V W X Y Z
1.  T V S M U I W N F L P J D H Y K Z S R A E B G C O Q
2.  E Y K W A Q X R T U C N S L V Z F H M I J O D G B P
3.  J G D C F E B P Z A V Q W O N H L T U R S K M Y X I

```

Априори, вероятность двух сообщений с совершенно разными триграммами {\displaystyle ZLE} и {\displaystyle OUX} совпадать «в глубине» была {\displaystyle {\frac {1}{17000}}}, но если триграммы были соответственно {\displaystyle NPE} и {\displaystyle NLO}, вероятность увеличивалась до {\displaystyle {\frac {1}{676}}}. Для триграмм же {\displaystyle PDP} и {\displaystyle PDB} вероятность увеличивалась до {\displaystyle {\frac {1}{26}}}.
Для нашего алфавита
```
PDP = KWH
PDB = KWG

```

Поэтому триграмма {\displaystyle PDB} стояла на одно место раньше {\displaystyle PDP}. Это обозначалось, как {\displaystyle B+1=P}, то есть в алфавите правого колеса Энигмы буква {\displaystyle B} стояла на одну позицию раньше {\displaystyle P}.
Первым этапом атаки было нахождение «совпадений» для 4 букв и более. Сообщение переносились вручную на листы Банбури, длинные полоски бумаги с напечатанным алфавитом, что позволяло найти повторы в сообщениях на каждой из позиций, путем сдвига листов друг относительно друга. Система подсчета очков оценивала каждое «совпадение» в децибанах для каждой позиции.
Пример таблицы совпадений
```
                                     Вероятность
BBC +  .2   =   BBE	гексаграмма  некоторая
ENF + 3.7   =   EPQ	пентаграмма  17:1
RWC +  .13  =   RWL	тетраграмма  4:1
PNX +  .5   =   PIC	тетраграмма  некоторая
IUS + 3.3   =   IUY	гексаграмма  20:1
ZDR + 5.5   =   ZIX	гексаграмма  15:1 
SWI + 4.3   =   SUD	тетраграмма  4:1 
PPD +  .16  =   PPU	тетраграмма  1:2

```

Далее буквы ставились в соответствие
```
C - E
F - Q
C - L
X - C
S - Y
R - X

```

С учетом расстояний, цепочку {\displaystyle XRCLE} можно было записать как
```
R....X....C.E...........L

```

И так далее для всех известных триграмм.
Теперь взломщики знали, в каких относительных позициях должны находиться эти буквы в алфавите правого колеса.
Далее строка из получившейся последовательности располагалась под алфавитом. Необходимо было проработать все 26 позиций(R находится под A, под B, под C и так далее).
```
    A B C D E F G H I J K L M N O P Q R S T U V W X Y Z
 1. R . K . M X . . . . C X E . . . . A . . . . . L . .
 2.                                               F

```

Вычеркивались позиции, которые предполагали противоречия. В данной ситуации L находится под X, так же, как F, что дает два значения для одной буквы.
Выше приведен пример, в реальной же практике строк были десятки. Следующим этапом был подсчет оценок для алфавита, исходя из того, что он был подобран правильно. Например, если есть два сообщения BDL и BDS, оценка для BDL + 4 = BDS должна быть лучше, чем случайная, если алфавит подобран правильно. Проводя такой процесс одновременно с несколькими строками, можно было значительно снизить количество вариантов для алфавита правого колеса.